# Zaroślak inkaski
Zaroślak inkaski (Atlapetes melanopsis) – endemiczny gatunek małego ptaka z rodziny pasówek (Passerellidae). Znany jest tylko z jednego stanowiska w górnej części doliny rzeki Mantaro w środkowo-południowej części Peru. Uznawany za gatunek bliski zagrożenia.

## Systematyka
Gatunek po raz pierwszy zgodnie z zasadami nazewnictwa binominalnego opisali Valqui & Fjeldså, nadając mu nazwę Buarremon melanops. Opis ukazał się w 1999 roku w czasopiśmie „Ibis”. Autorzy jako miejsce typowe wskazali Huachocollpa, prowincja Tayacaja, region Huancavelica w Peru. Okazało się jednak, że nazwa ta jest już zajęta przez Buarremon melanops (Sclater & Salvin 1876) – nazwę obecnie uznawaną za synonim Atlapetes rufinucha (zaroślak rudołbisty) lub Atlapetes melanolaemus (zaroślak czarnobrody). W publikacji z 2002 roku ci sami autorzy zaproponowali nową nazwę zaroślaka inkaskiego – Atlapetes melanopsis. IOC nie wyróżnia podgatunków. Zaroślak inkaski wraz z zaroślakiem czarnookim i zaroślakiem rdzawouchym tworzą nadgatunek.

### Etymologia
- Atlapetes: połączenie słowa Atlas z gr. πετης petēs – „lotnik” (gr. πετομαι petomai – „latać”)[10].
- melanopsis: gr. μελανος melanos – „czarny”, gr. οψις opsis – „twarz”[11].

## Morfologia
Nieduży ptak ze stosunkowo krótkim, grubym u nasady dziobem w kolorze czarnym. Obie szczęki są lekko zakrzywione. Tęczówki czerwonobrązowe. Nogi szare. Pióra czoła i okolic oczu czarne. Górna część głowy i potylica, kark i boki głowy ochrowo-brązowe. Gardło i podgardle szarawe. Od dzioba odchodzą w dół szyi wyraźne czarne wąsy. Nad nimi białawe paski policzkowe. Górne pokrywy skrzydeł szare. Lotki czarniawe z jaśniejszymi stalowoszarymi obrysami. Ogon długi (około 75 mm), niestopniowany, wszystkie sterówki w kolorze szarym. Brzuch i dolna część ciała jasnoszare. Obie płcie wyglądają tak samo. Długość ciała z ogonem 16–19 cm.

## Zasięg występowania
Zaroślak inkaski jest spotykany tylko na jednym niewielkim obszarze w Andach, w środkowo-południowej części Peru. Jest to górna część doliny Mantaro położona w rejonach Huancavelica i Junín. Występuje na wysokości od 2500 do 3400 m n.p.m.

## Ekologia
Zaroślak inkaski jest gatunkiem endemicznym. Jego głównym habitatem są zarośla górskie i skraj lasu w Andach. Brak jest szczegółowych informacji o diecie zaroślaka inkaskiego, jest on prawdopodobnie gatunkiem wszystkożernym, zjadającym mieszankę bezkręgowców lądowych, ziaren i drobnych owoców. Bardzo mało jest informacji o sposobie odżywiania, z tego co wiadomo pokarm podejmuje prosto z ziemi lub nisko nad nią – do wysokości około 3 m. Zaobserwowano też zawisanie w powietrzu nad końcami gałęzi, prawdopodobnie w celu chwytania owadów. Występuje zazwyczaj pojedynczo lub w niewielkich grupach, do 3 osobników.

### Rozmnażanie
Brak informacji o rozmnażaniu, gniazdach i jajach.

## Status
Od 2000 roku zaroślak inkaski wpisany jest do Czerwonej księgi gatunków zagrożonych IUCN. Pierwotnie był uznany za gatunek zagrożony. Od 2021 roku klasyfikowany jest jako gatunek bliski zagrożenia. Zasięg występowania zaroślaka inkaskiego według szacunków organizacji BirdLife International obejmuje tylko około 11,1 tys. km². Liczebność populacji jest szacowana na 1500–7000 dorosłych osobników. BirdLife International uznaje trend liczebności populacji za spadkowy. BirdLife International wymienia jedną ostoję ptaków IBA, gdzie ten gatunek występuje. Jest to Río Mantaro - Cordillera Central.